# Миленита
Милена Николова, по-добре позната с псевдонима Миленита, е българска поп и джаз певица.

## Биография
Родена е в Хавана, Куба през 1975. На 4-годишна възраст семейството ѝ се премества да живее в Испания, а по-късно, когато тя е на 8 години, се премества в Мексико.
Миленита се завръща в България на 14-годишна възраст. Завършва факултета по право на 19. По това време се занимава и с различни други дейности, сред които и тази на сценарист в популярното студентско предаване „Ку-Ку“.
По-късно Миленита прекарва няколко години в Испания и Съединените щати, за да се завърне окончателно в България около 2000 г. Списъкът с професии, с които Миленита се е занимавала, включва още редактор на музикалната секция на списание „Паралели“, телевизионен водещ, адвокат, PR консултант, беквокал, радио водещ в мадридското радио Arguelles.
Миленита има 3 деца. На 28 април 2016 г. ражда момиче, което кръщава Айя. От предишна връзка са другите две деца – Ясен и Калина.

## Кариера
Миленита става популярна в България през 2003 г. с песента „Моногамни“. През 2004 г. Миленита пише три от песните за дебютния филм „Мила от Марс“ на режисьорката Зорница София, който през същата година печели международния кинофестивал в Сараево.
През 2005 г. излиза дебютният албум на Миленита Do it Again. През следващите няколко години певицата се оттегля от сцената, за да се посвети на семейството си.
Следва нов албум, който излиза през 2010 г. под името Gato (от испански: котка), като сингълът от него „Черни котараци“ влиза в Топ 100 на България за 2010 г.
През 2011 г. Миленита прави дебют и като актриса, играейки главната роля във филма на Димитър Коцев Шошо „Лора от сутрин до вечер“. Миленита участва също и в телевизионния сериал „Под прикритие“.

## Дискография

### Албуми
- Do it Again (2005)
- Gato (2010)

## Филмография
- Лора от сутрин до вечер (2011) – Лора
- Под прикритие (2011-) – Адриана, барманка в заведението на Иво Андонов